# Longwang (köpinghuvudort i Kina, Hubei Sheng, lat 32,21, long 111,97)
Longwang (kinesiska: 龙王, 龙王镇) är en köpinghuvudort i Kina. Den ligger i provinsen Hubei, i den centrala delen av landet, omkring 280 kilometer nordväst om provinshuvudstaden Wuhan. Antalet invånare är 53 636. Befolkningen består av 26 687 kvinnor och 26 949 män. Barn under 15 år utgör 18,0 %, vuxna 15-64 år 72 %, och äldre över 65 år 8,0 %.
Runt Longwang är det mycket tätbefolkat, med 3 757 invånare per kvadratkilometer. Närmaste större samhälle är Niushou, 12,6 km söder om Longwang. Trakten runt Longwang består till största delen av jordbruksmark.
Genomsnittlig årsnederbörd är 862 millimeter. Den regnigaste månaden är augusti, med i genomsnitt 146 mm nederbörd, och den torraste är januari, med 8 mm nederbörd.